# 上野芝駅
上野芝駅（うえのしばえき）は、大阪府堺市西区上野芝町三丁にある、西日本旅客鉄道（JR西日本）阪和線の駅である。駅番号はJR-R31。

## 概要
百舌鳥古墳群の南端のエリアに属し、百済川を隔てた両岸の二つの丘に古墳エリアがある。そのエリアは阪和電気鉄道（現在の阪和線）開通後は住宅地として開発されてきた。駅の西側のエリアは霞ヶ丘、百済川の南側のエリアは向ヶ丘と呼ばれる住宅地となっている。

## 歴史
- 1929年（昭和4年）7月18日：阪和電気鉄道の阪和天王寺駅（現在の天王寺駅） - 和泉府中駅間開業時に設置[1]。
- 1940年（昭和15年）12月1日：阪和電気鉄道が南海鉄道と合併、南海山手線の駅となる[2]。
- 1944年（昭和19年）5月1日：南海山手線が国有化され、運輸通信省（国鉄）阪和線の駅となる[2]。
- 年月日不明 - 島式・相対式2面3線のホームを持つ地上駅となる。これによって下り東和歌山方面行きが待避可能となる。
- 1965年（昭和40年）2月1日：貨物の取り扱いを廃止[1]。
- 1967年（昭和42年）頃：普通列車の6両編成化に伴い下りの待避線を廃止しホーム長を延長した。その結果、2面2線ホームの地上駅となる。なお上り線はホーム長を延長したのみ。
- 1972年（昭和47年）4月1日：荷物扱い廃止[1]。
- 1980年（昭和55年）10月1日：新幹線型待避構造の2面2線と通過線2線をもつ橋上駅となる。
- 1987年（昭和62年）4月1日：国鉄分割民営化により、西日本旅客鉄道（JR西日本）の駅となる[1][2]。
- 1993年（平成5年）7月1日：阪和線運行管理システム（初代）導入。
- 1998年（平成10年）5月27日：自動改札機を設置し、供用開始[3]。
- 2003年（平成15年）11月1日：ICカード「ICOCA」の利用が可能となる[4]。
- 2010年（平成22年）4月1日：エレベーターの使用を開始。
- 2013年（平成25年）9月28日：阪和線運行管理システムを2代目のものに更新。
- 2018年（平成30年）
  - 3月7日：みどりの券売機プラスの使用を開始[5]。
  - 3月17日：駅ナンバリングが導入され、使用を開始。
  - 4月10日：この日をもってみどりの窓口が営業終了[5]。

## 駅構造
相対式ホーム2面2線とその間に上り下り双方向の通過線があり、待避可能な構造の地上駅で、橋上駅舎を有する。かつては待避線のない相対式2面2線のホームであり、さらに以前は下り線のみ待避線がある構造であった。また駅舎が橋上化される前には天王寺寄りに渡り線が設けられていた。
2010年4月に上下ホームおよび南北出口へのエレベーターが計4基設置された。エレベーター設置前は道路からホームへ直接出入りするスロープがあり、車椅子利用客は駅係員をインターフォンで呼び出し、その通路を利用していた。現在この通路は閉鎖されている。
鳳駅が管轄している直営駅である。ICカード「ICOCA」を利用することができる（相互利用可能ICカードはICOCAの項を参照）。
なお鳳駅より地区駅長が配属されている。

### のりば
| のりば | 路線   | 方向 | 行先                     |
| ------ | ------ | ---- | ------------------------ |
| 1      | 阪和線 | 下り | 鳳・関西空港・和歌山方面 |
| 2      | 阪和線 | 上り | 堺市・天王寺方面         |

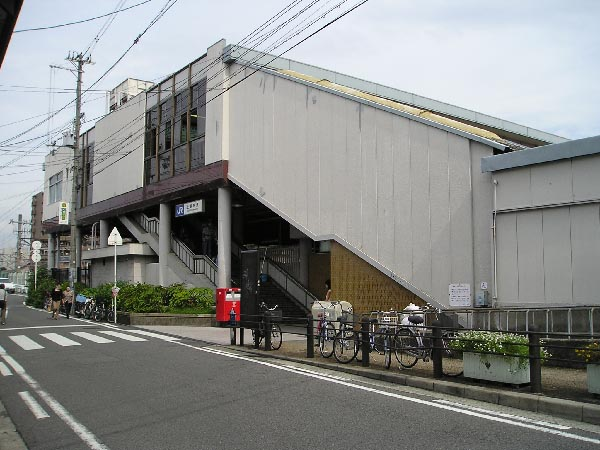
西口（2005年9月）
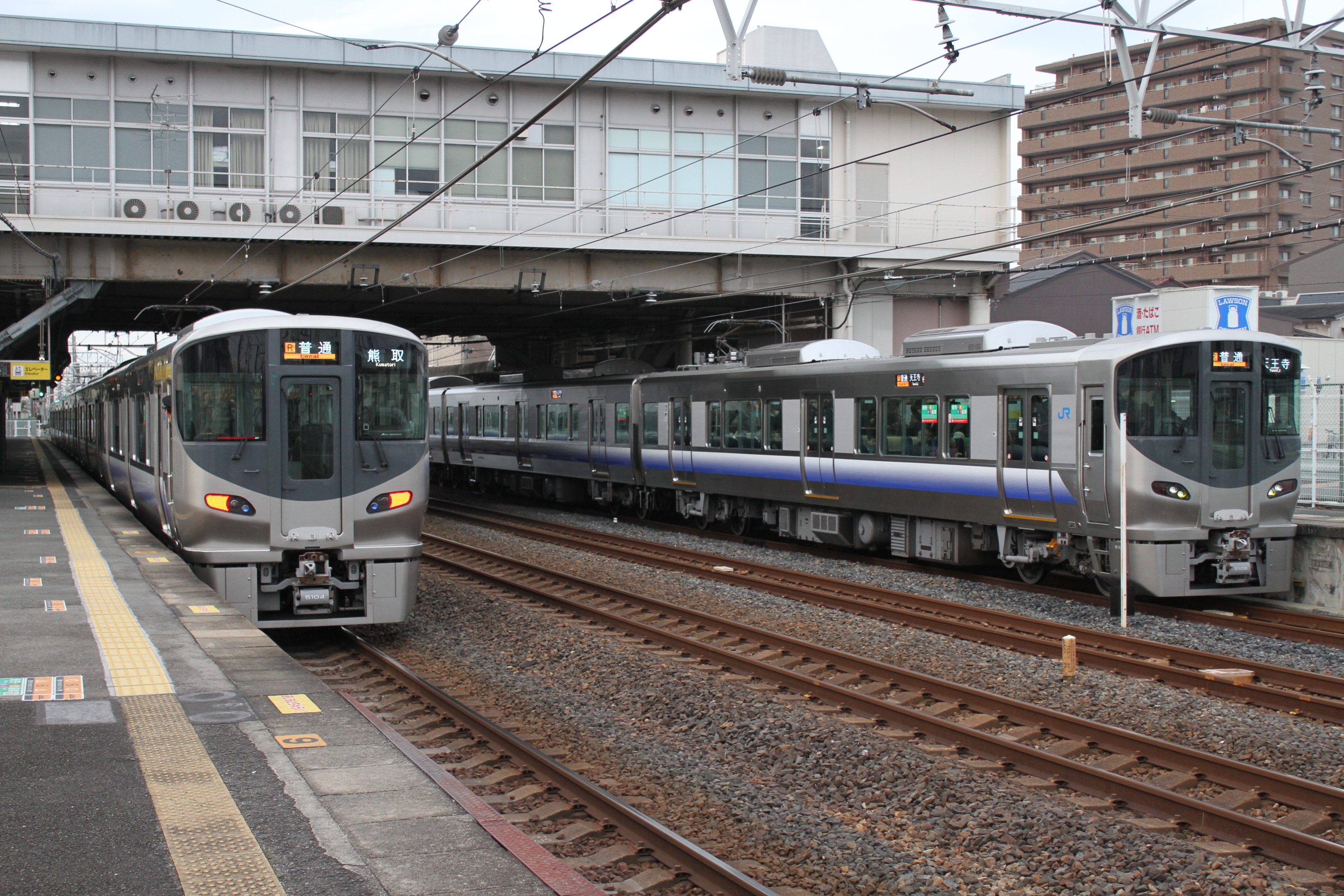
ホーム（2016年12月）

## 利用状況
2023年（令和5年）度の一日平均乗車人員は7,635人である。
2020年度は新型コロナウイルス感染拡大により他の駅と同様かなり利用者数が減少したものの、この年度に限り阪和線の普通列車のみ停車する駅の中では最多の利用者数になった（長らく最多であった杉本町駅の学生利用者の大幅減少による）。
各年度の1日の平均乗車人員は以下の通りである。
| 年度               | 1日平均 乗車人員 | 出典          |
| ------------------ | ---------------- | ------------- |
| 1988年（昭和63年） | 9,978            | [ 大阪府 1 ]  |
| 1989年（平成元年） | 9,797            | [ 大阪府 1 ]  |
| 1990年（平成02年） | 9,939            | [ 大阪府 2 ]  |
| 1991年（平成03年） | 9,665            | [ 大阪府 3 ]  |
| 1992年（平成04年） | 9,385            | [ 大阪府 4 ]  |
| 1993年（平成05年） | 9,254            | [ 大阪府 5 ]  |
| 1994年（平成06年） | 9,145            | [ 大阪府 6 ]  |
| 1995年（平成07年） | 9,166            | [ 大阪府 7 ]  |
| 1996年（平成08年） | 9,216            | [ 大阪府 8 ]  |
| 1997年（平成09年） | 9,178            | [ 大阪府 9 ]  |
| 1998年（平成10年） | 9,031            | [ 大阪府 10 ] |
| 1999年（平成11年） | 8,690            | [ 大阪府 11 ] |
| 2000年（平成12年） | 8,540            | [ 大阪府 12 ] |
| 2001年（平成13年） | 8,591            | [ 大阪府 13 ] |
| 2002年（平成14年） | 8,453            | [ 大阪府 14 ] |
| 2003年（平成15年） | 8,510            | [ 大阪府 15 ] |
| 2004年（平成16年） | 8,395            | [ 大阪府 16 ] |
| 2005年（平成17年） | 8,219            | [ 大阪府 17 ] |
| 2006年（平成18年） | 8,183            | [ 大阪府 18 ] |
| 2007年（平成19年） | 8,004            | [ 大阪府 19 ] |
| 2008年（平成20年） | 7,878            | [ 大阪府 20 ] |
| 2009年（平成21年） | 7,679            | [ 大阪府 21 ] |
| 2010年（平成22年） | 7,996            | [ 大阪府 22 ] |
| 2011年（平成23年） | 8,335            | [ 大阪府 23 ] |
| 2012年（平成24年） | 8,624            | [ 大阪府 24 ] |
| 2013年（平成25年） | 8,835            | [ 大阪府 25 ] |
| 2014年（平成26年） | 8,632            | [ 大阪府 26 ] |
| 2015年（平成27年） | 8,765            | [ 大阪府 27 ] |
| 2016年（平成28年） | 8,770            | [ 大阪府 28 ] |
| 2017年（平成29年） | 8,751            | [ 大阪府 29 ] |
| 2018年（平成30年） | 8,759            | [ 大阪府 30 ] |
| 2019年（令和元年） | 8,701            | [ 大阪府 31 ] |
| 2020年（令和02年） | 6,921            | [ 大阪府 32 ] |
| 2021年（令和03年） | 7,131            | [ 大阪府 33 ] |
| 2022年（令和04年） | 7,624            | [ 大阪府 34 ] |
| 2023年（令和05年） | 7,635            | [ 大阪府 35 ] |

## 駅周辺

### 古墳
- 百舌鳥古墳群
  - 履中天皇陵（上石津ミサンザイ古墳）
  - いたすけ古墳
  - 文珠塚古墳
  - 乳岡古墳

### 学校・教育関係
- 賢明学院幼稚園・小学校・中学校・高等学校
- 堺市立上野芝小学校
- 大阪府立堺支援学校
- 大阪府立堺聴覚支援学校
- 堺市立百舌鳥支援学校
- 堺市立北こどもリハビリテーションセンター

### 商業施設
- 西友上野芝店
- 万代上野芝店
- 松源北条店

### その他
- 日本郵便 堺上野芝郵便局
- 大阪府道34号堺狭山線 (泉北1号線)

### バス路線
南海バスの「上野芝駅前」停留所が最寄りとなるが、方面ごとに乗り場が異なる。
- 駅西口を出てすぐ左側
  - 118系統：堀上緑町一丁
- 駅西口を出て泉北1号線側道
  - 118系統：堺東駅前
- 駅東側ロータリー内、駅舎隣接側
  - 103系統：東山車庫前
- 駅東側ロータリー内、池田泉州銀行前
  - 103系統：堺東駅前

## 隣の駅
西日本旅客鉄道（JR西日本）
 阪和線
■関空快速・■紀州路快速・■快速・■直通快速・■区間快速
通過
■普通
百舌鳥駅 (JR-R30) - 上野芝駅 (JR-R31) - 津久野駅 (JR-R32)

### 記事本文

### 利用状況
1. ↑  大阪府統計年鑑 - 大阪府

大阪府統計年鑑
1. 1 2  大阪府統計年鑑（平成2年） (PDF)
2. ↑  大阪府統計年鑑（平成3年） (PDF)
3. ↑  大阪府統計年鑑（平成4年） (PDF)
4. ↑  大阪府統計年鑑（平成5年） (PDF)
5. ↑  大阪府統計年鑑（平成6年） (PDF)
6. ↑  大阪府統計年鑑（平成7年） (PDF)
7. ↑  大阪府統計年鑑（平成8年） (PDF)
8. ↑  大阪府統計年鑑（平成9年） (PDF)
9. ↑  大阪府統計年鑑（平成10年） (PDF)
10. ↑  大阪府統計年鑑（平成11年） (PDF)
11. ↑  大阪府統計年鑑（平成12年） (PDF)
12. ↑  大阪府統計年鑑（平成13年） (PDF)
13. ↑  大阪府統計年鑑（平成14年） (PDF)
14. ↑  大阪府統計年鑑（平成15年） (PDF)
15. ↑  大阪府統計年鑑（平成16年） (PDF)
16. ↑  大阪府統計年鑑（平成17年） (PDF)
17. ↑  大阪府統計年鑑（平成18年） (PDF)
18. ↑  大阪府統計年鑑（平成19年） (PDF)
19. ↑  大阪府統計年鑑（平成20年） (PDF)
20. ↑  大阪府統計年鑑（平成21年） (PDF)
21. ↑  大阪府統計年鑑（平成22年） (PDF)
22. ↑  大阪府統計年鑑（平成23年） (PDF)
23. ↑  大阪府統計年鑑（平成24年） (PDF)
24. ↑  大阪府統計年鑑（平成25年） (PDF)
25. ↑  大阪府統計年鑑（平成26年） (PDF)
26. ↑  大阪府統計年鑑（平成27年） (PDF)
27. ↑  大阪府統計年鑑（平成28年） (PDF)
28. ↑  大阪府統計年鑑（平成29年） (PDF)
29. ↑  大阪府統計年鑑（平成30年） (PDF)
30. ↑  大阪府統計年鑑（令和元年） (PDF)
31. ↑  大阪府統計年鑑（令和2年） (PDF)
32. ↑  大阪府統計年鑑（令和3年） (PDF)
33. ↑  大阪府統計年鑑（令和4年） (PDF)
34. ↑  大阪府統計年鑑（令和5年） (PDF)
35. ↑  大阪府統計年鑑（令和6年） (PDF)